# Primo Conti
Primo Conti, född 16 oktober 1900 i Florens, död 12 november 1988 i Fiesole, var en italiensk futuristisk målare.